# Roze spreeuw
De roze spreeuw (Pastor roseus, synoniem: Sturnus roseus) is een zangvogel uit de spreeuwenfamilie. Uit diverse onderzoeken bleek dat de roze spreeuw niet binnen het geslacht Sturnus thuishoorde.

## Kenmerken
De volwassen roze spreeuw is een opvallende vogel: roze op de buik, borst en op de rug en verder donker gekleurd met bleekroze snavel en poten. Mannetjes hebben in de broedtijd glanzend zwarte verlengde sierveren op de kop. Het vrouwtje is wat valer van kleur met minder markante overgangen tussen het roze en het zwart. Jonge roze spreeuwen lijken erg op de gewone spreeuw (Sturnus vulgaris), maar zijn herkenbaar omdat zij wat valer van kleur zijn met een korte, stompe, gele snavel.

## Verspreiding en leefgebied
De roze spreeuw komt als broedvogel voor in Zuidoost-Europa en in de gematigde klimaatzone van Azië tot in Noord-India. Daar broedt de roze spreeuw in kolonies in landbouwgebieden en steppen. Het voorkomen heeft een invasie-achtig karakter, vaak samenhangend met het voorkomen van sprinkhanen. Verder is het een uitgesproken trekvogel die overwintert in zuidelijk India en andere delen van tropisch Azië.
Ze worden soms ook noordelijker in Europa waargenomen wanneer hun voedselbronnen schaars zijn.

### Voorkomen in Nederland
In Nederland is het een zeldzame doortrekker in de maanden april tot december, vooral in juli, september en oktober. Tussen 1800 en 1996 zijn er 48 bevestigde waarnemingen, waarvan 27 tussen 1980 en 1996. En ook na 1996 zijn er bijna jaarlijks waarnemingen, vooral aan de kust.

### Voorkomen in België
Tot in 2021 waren er 71 individuen waargenomen in België. Dat jaar werden er nog enkele gespot.

## Status
De roze spreeuw heeft een enorm groot verspreidingsgebied en daardoor alleen al is de kans op de status kwetsbaar (voor uitsterven) uiterst gering. De grootte van de Europese populatie wordt geschat op 123 tot 459 duizend individuen, de wereldpopulatie op 450.000-2.000.000 vogels. Over trends in aantal is niets bekend. Om al deze redenen staat deze spreeuw als niet bedreigd op de Rode Lijst van de IUCN.

Roze spreeuwen in Haiderabad (India)
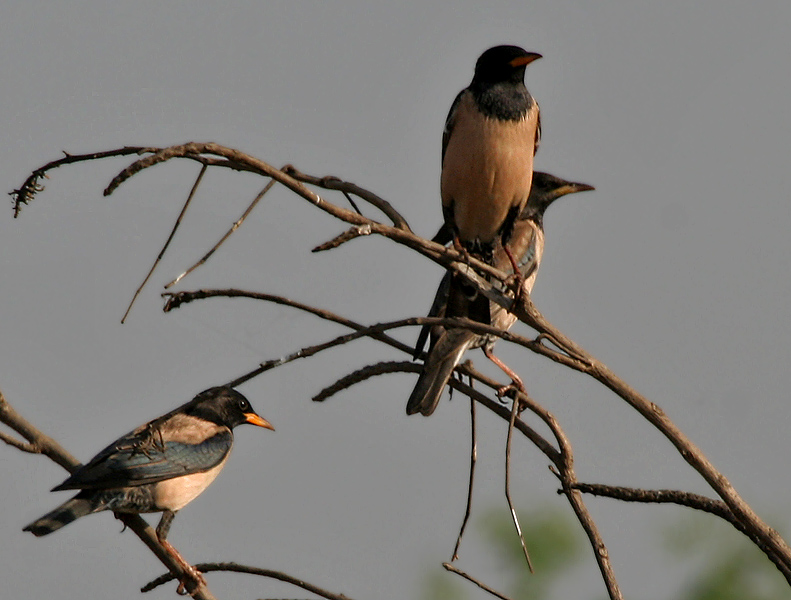
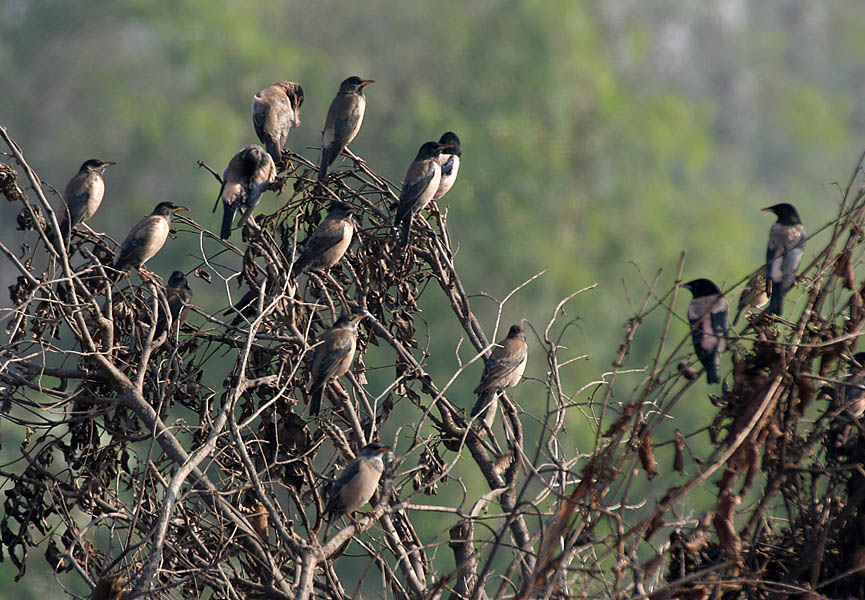
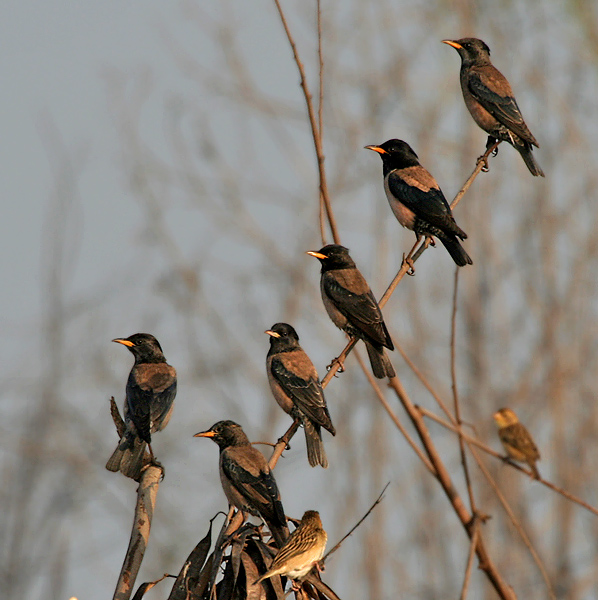
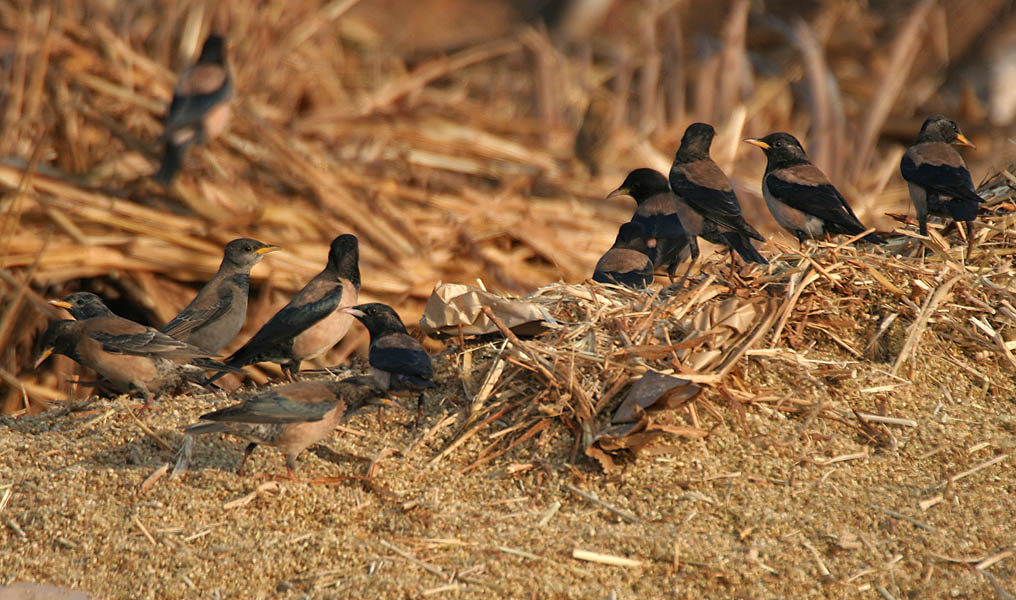
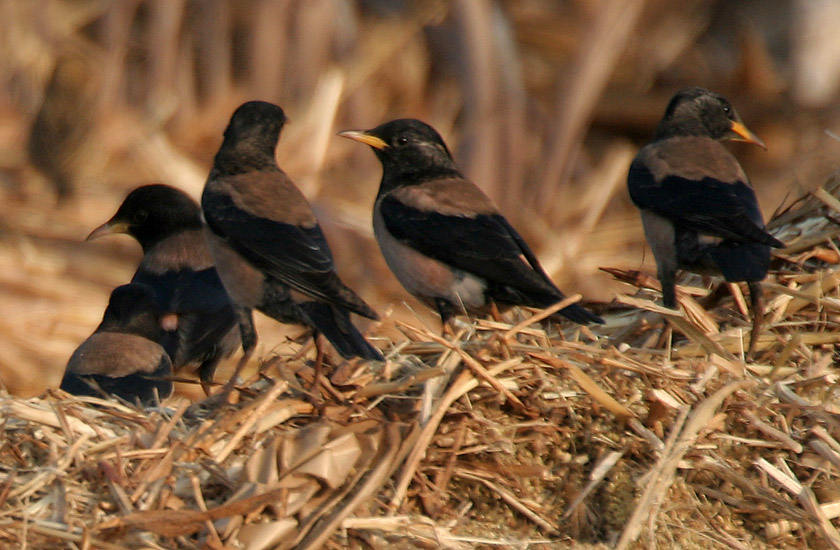
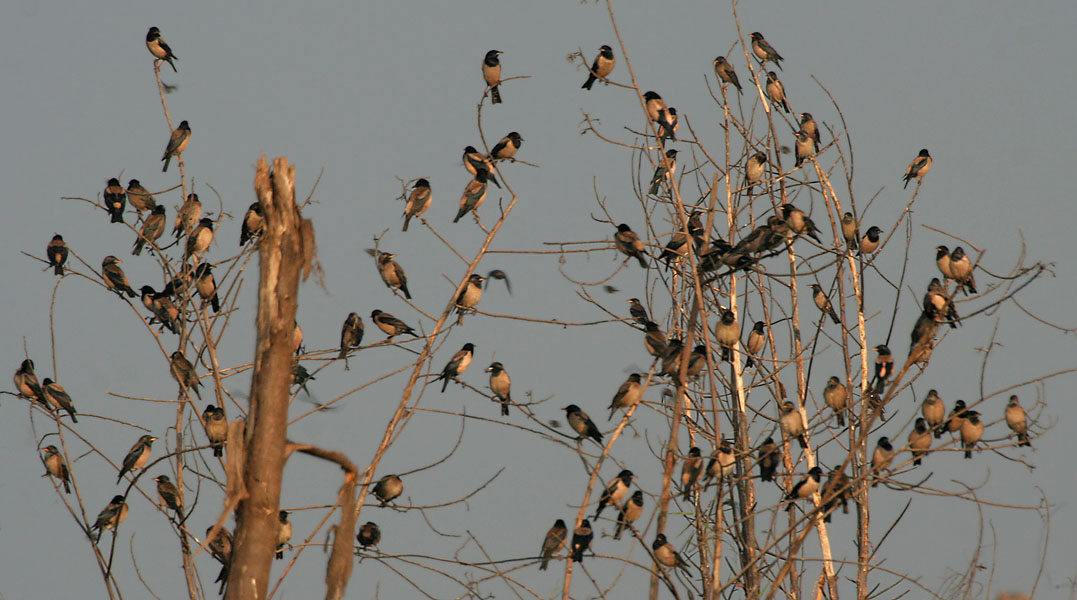
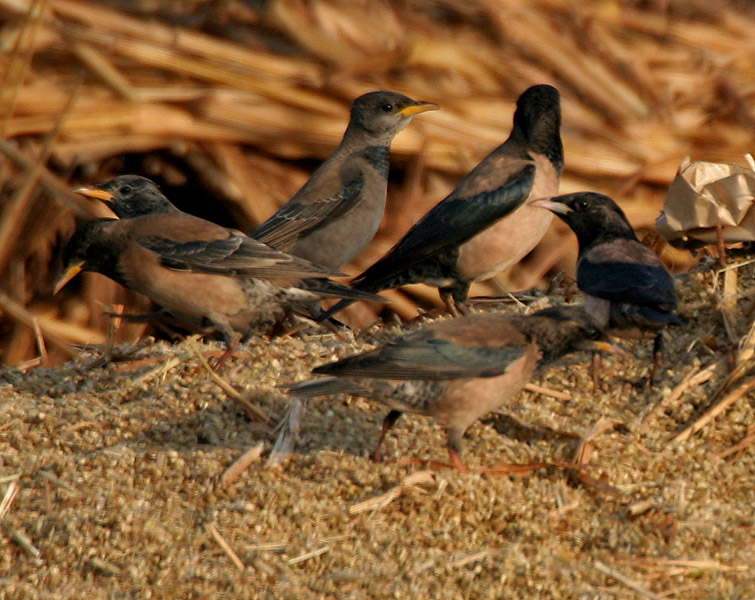
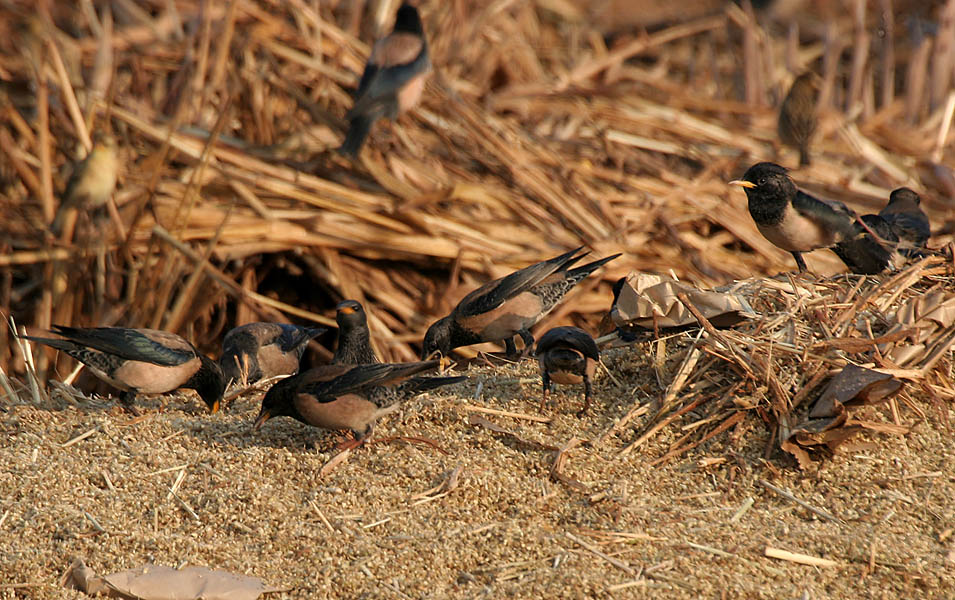
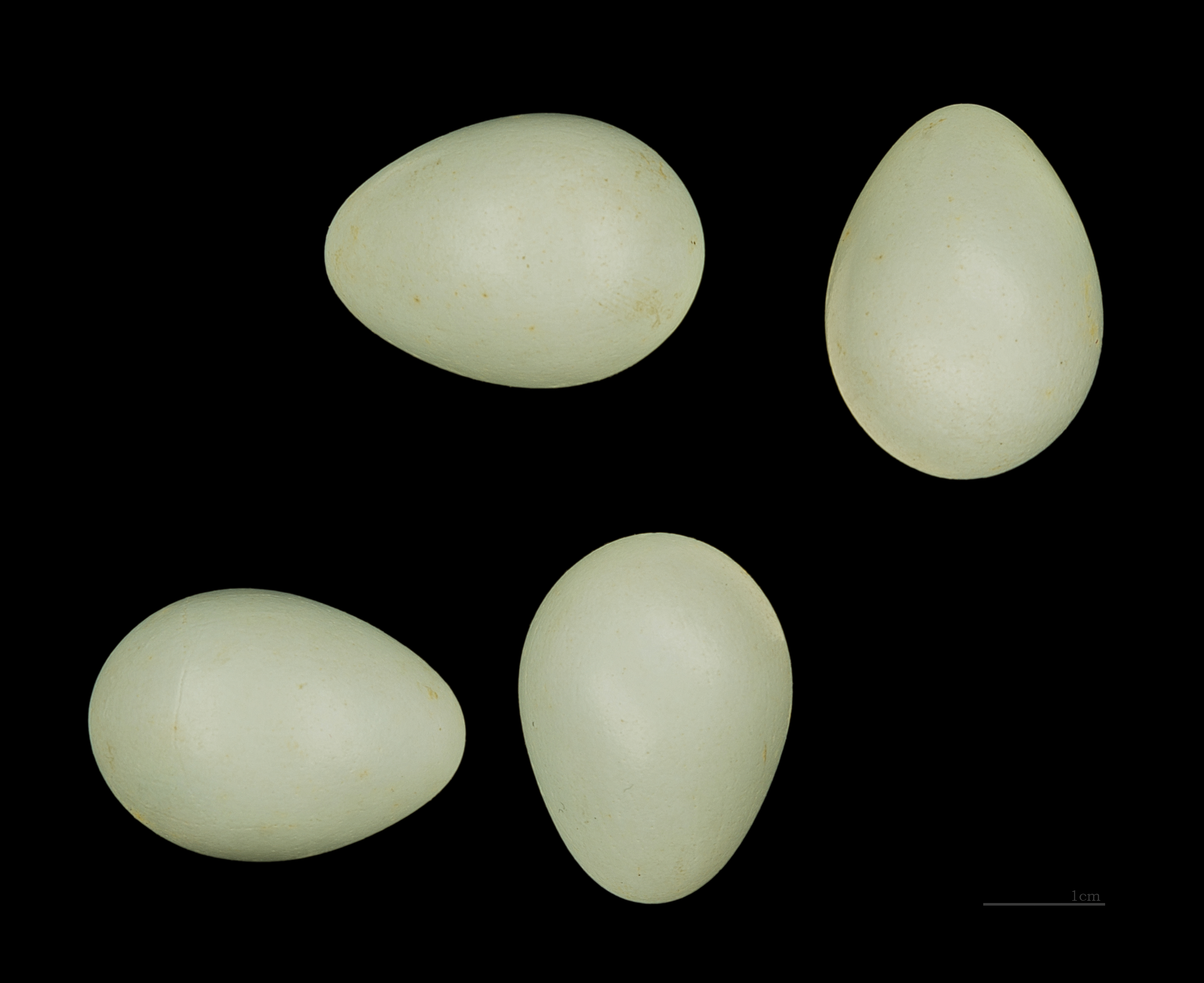
Eieren